# Paul Otto Runck
Paul Otto Runck (* 6. Dezember 1930 in Berlin; † 13. März 2013 in Linz) war ein deutsch-österreichischer Mathematiker. Er war Universitätsprofessor an der Johannes Kepler Universität Linz, in den Jahren 1971–1973 auch Dekan der Technisch-Naturwissenschaftlichen Fakultät.

## Leben
Runck war in Berlin geboren, aber 1933 zog die Familie in die Pfalz. Er studierte Mathematik an den Universitäten Saarbrücken und Mainz. Nach der Lehramtsprüfung promovierte er 1959 bei Helmut Grunsky in Mainz über ein selbstgewähltes Thema aus der Interpolationstheorie. Von 1958 bis 1968 war er Assistent an den Universitäten Mainz und Würzburg, wo 1965 seine Habilitation stattfand. Nach kurzer Tätigkeit an der TU Clausthal als wissenschaftlicher Rat und Professor wurde er 1969 als ordentlicher Professor an die Technisch-Naturwissenschaftliche Fakultät der neu gegründeten Hochschule für Sozial- und Wirtschaftswissenschaften in Linz (nunmehr Johannes Kepler Universität Linz, JKU) berufen. Von 1971 bis 1973 war er Dekan der Fakultät, von 1981 bis zu seiner Emeritierung 1997 Vorstand des Institutes für Mathematik.
Runck arbeitete auf dem Gebiet der Analysis, speziell der Approximationstheorie und Interpolationstheorie, später auch der Versicherungsmathematik. Ein großer Teil seines intensiven Einsatzes galt dem Aufbau der Lehre und dem Aufbau der Fakultät, u. a. der Einführung des Chemiestudiums (bevor noch der erste Professor für Chemie an die JKU berufen wurde). In der Folge ist er insbesondere auch auf Grund seiner menschlichen Qualitäten zum Vorsitzenden zahlreicher Kommissionen gewählt worden. Er war u. a. Vorsitzender der Studienkommission Lehramt Mathematik und sorgte 1972 für die erstmalige Einführung des Schulpraktikums für Lehramtskandidaten.
Runck heiratete 1962 Daniela Schirdewan (* 1935 in Breslau); sie haben zwei erwachsene Kinder. Sein schöner Tenor war jahrzehntelang eine Stütze des Chores der evangelischen Gustav-Adolf-Kirche in Linz-Urfahr.